# ويليام جاكسون بوب
السير وليام جاكسون بوب (بالإنجليزية: William Jackson Pope)‏ (31 أكتوبر 1870 - 17 أكتوبر 1939) كيميائي إنجليزي.
والدا وليام بوب كان لديهم ثمانية أطفال منهم وليام وكان الأكبر. في عام 1878 دخل مدرسة التأسيس المركزية في لندن، حيث كانت قدرته على التعلم بسرعة تتيح له وهو في سن الثانية عشرة تنفيذ التجارب الكيميائية البسيطة في غرفة نومه. بينما اكتسب في المدرسة مهارة كبيرة كمصور والعديد من أوائل صوره كانت في حالة ممتازة بعد خمسين عاما.
درس علم البلورات تحت H. A. مايرز, ومعظم البحوث السابقة ركزت على قياس بيانات البلورات مع الزوايا. هذه الدراسات كان لها تأثير مهم على تطور عمله الكيميائي، لأنها عززت الكلية الطبيعية لتصور العلاقات المكانية. وقد جذبه هذا إلى مجال الكيمياء الفراغية حيث حقق أبرز الإنجازات. انتخب زميلا في الجمعية الملكية (FRS) في حزيران / يونيه عام 1902، وحصل على كرسي الكيمياء في جامعة كامبريدج في عام 1908.
خلال الحرب العالمية الأولى، خدم بوب في مجلس الابتكارات والبحث في الأميرالية البريطانية ولجنة الحرب الكيميائية في وزارة الذخائر. تم تعيينه قائدا لنقابة الإمبراطورية البريطانية في عام 1918 مع مرتبة الشرف وتم تكريمه كفارس في الإمبراطورية البريطانية في عام 1919 مع مرتبة الشرف.